# Зинджирликую (кладбище)

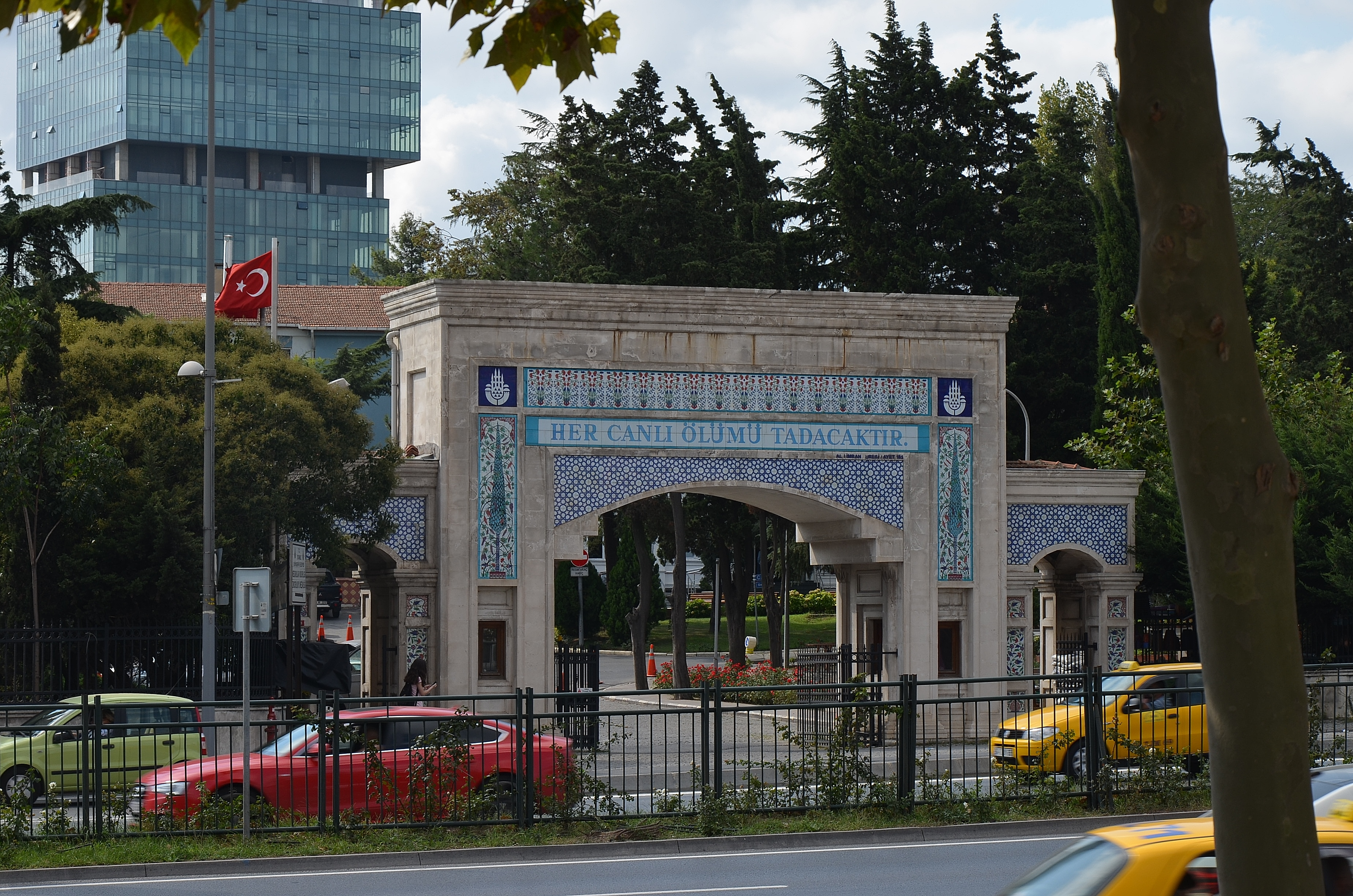
Главные ворота кладбища на проспекте Бююкдере в Зинджирликую

Кладбище Зинджирликую (тур. Zincirlikuyu Mezarlığı) — современное место захоронений в европейской части Стамбула, в одноимённом квартале района Шишли, между Эсентепе и Левентом. Входит в список достопримечательностей Стамбула, но является действующим кладбищем, находится в ведении столичного муниципалитета.

## Описание и значение
Это первое кладбище Стамбула, которое создано по современной планировке. Своих теперешних размеров достигло к 1950 году. Оно занимает площадь 0,381 квадратных километра или 94 акра, заполнено полностью за исключением семейных могил. На кладбище находится самый первый в Турции крематорий.
На территории кладбища находится мечеть, построенная и подаренная турецким предпринимателем Ибрагимом Бодуром. Она была открыта для службы 2 апреля 2004 года. Мечеть построена специально для отпеваний, и вмещает до 500 человек.
Несмотря на наличие мечети, кладбище является светским, и там захоронены также члены немусульманских общин, люди других вероисповеданий и атеисты, имеющие турецкое происхождение. Администрация кладбища расположена в здании у входа.
За воротами кладбища сура из Корана гласит «Her canlı ölümü tadacaktır» — «Каждая душа вкусит смерти» (сура «Аль-Имран» 3:185).